# Großer Preis von Großbritannien 1997
Der Große Preis von Großbritannien 1997 (offiziell L RAC British Grand Prix) fand am 13. Juli auf dem Silverstone Circuit in Silverstone statt und war das neunte Rennen der Formel-1-Weltmeisterschaft 1997.

## Bericht

### Hintergrund
Nach dem Großen Preis von Frankreich führte Michael Schumacher in der Fahrerwertung mit 14 Punkten vor Jacques Villeneuve und mit 28 Punkten vor Heinz-Harald-Frentzen. In der Konstrukteurswertung führte Ferrari mit 13 Punkten vor Williams-Renault und mit 41 Punkten vor Benetton-Renault.
Da Gerhard Bergers Vater vor dem Rennwochenende verstarb, sprang Alexander Wurz nochmals für seinen Landsmann ein und bestritt ein weiteres Rennen.
Vor dreißig Jahren gab Renault beim Großen Preis von Großbritannien 1967 sein Debüt als Motorenhersteller.
Mit Villeneuve, Johnny Herbert und Damon Hill (jeweils einmal) traten drei ehemalige Sieger zu diesem Grand Prix an.

### Training

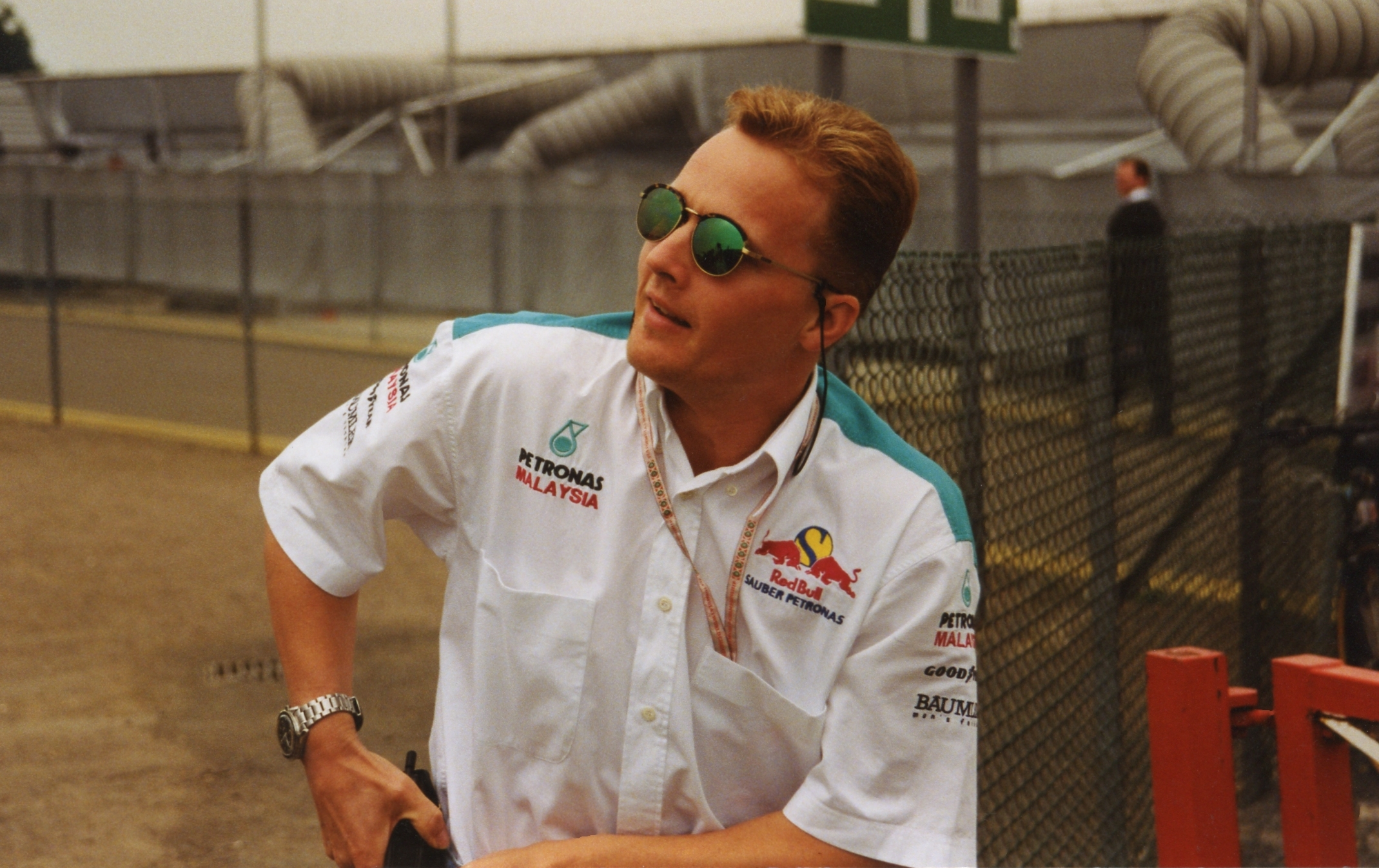
Johnny Herbert vor dem Rennwochenende

Vor dem Rennen fanden zwei Trainingseinheiten statt: Die erste am Freitagmorgen und die zweite am Samstagmorgen.
Beim ersten freien Training am Freitag konnte sich Mika Häkkinen mit 1:22,935 Minuten die Bestzeit vor den Williams von Villeneuve und Frentzen sichern. Michael Schumacher lag eine Sekunde dahinter auf Platz sieben. Alle Fahrer waren innerhalb von fünf Sekunden platziert.
Im zweiten freien Training am Samstag konnte sich wie am Vortag erneut Häkkinen vor Villeneuve durchsetzen. Michael Schumacher konnte sich ebenfalls von sieben auf drei verbessern und lag nurmehr eine halbe Sekunde hinter dem Finnen. Alle Fahrer waren innerhalb von dreieinhalb Sekunden platziert.

### Qualifying
Diesmal konnten sich das Team Williams durchsetzen und mit Villeneuve und Frentzen die erste Reihe besetzen, der starke Häkkinen musste sich mit 2 Zehntel Rückstand auf den Kanadier mit Platz drei geschlagen geben. Dahinter folgten die Schumacher-Brüder Michael und Ralf Schumacher auf vier und fünf. Alle Fahrer, bis auf Norberto Fontana, der keine Zeit setzte, waren innerhalb von vier Sekunden.

### Warm-Up
Um drei Zehntel war Hill schneller als der Nordire Eddie Irvine. Der starke Häkkinen konnte nur den neunten Platz belegen. Alle Fahrer waren innerhalb von fünfeinhalb Sekunden platziert.

### Rennen

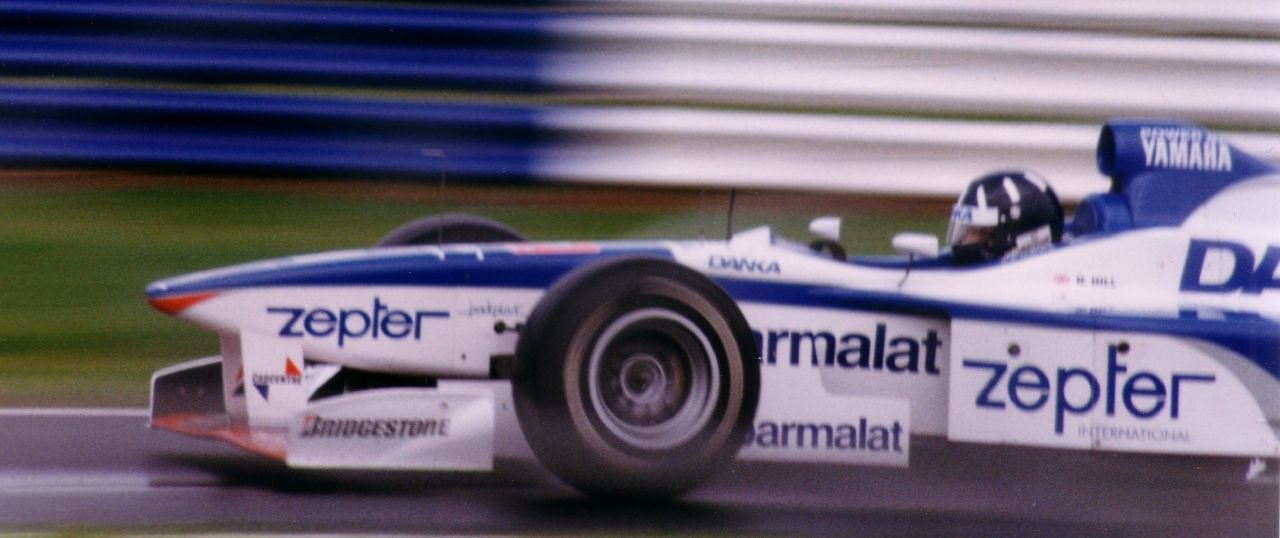
Damon Hill im Arrows während des Rennens

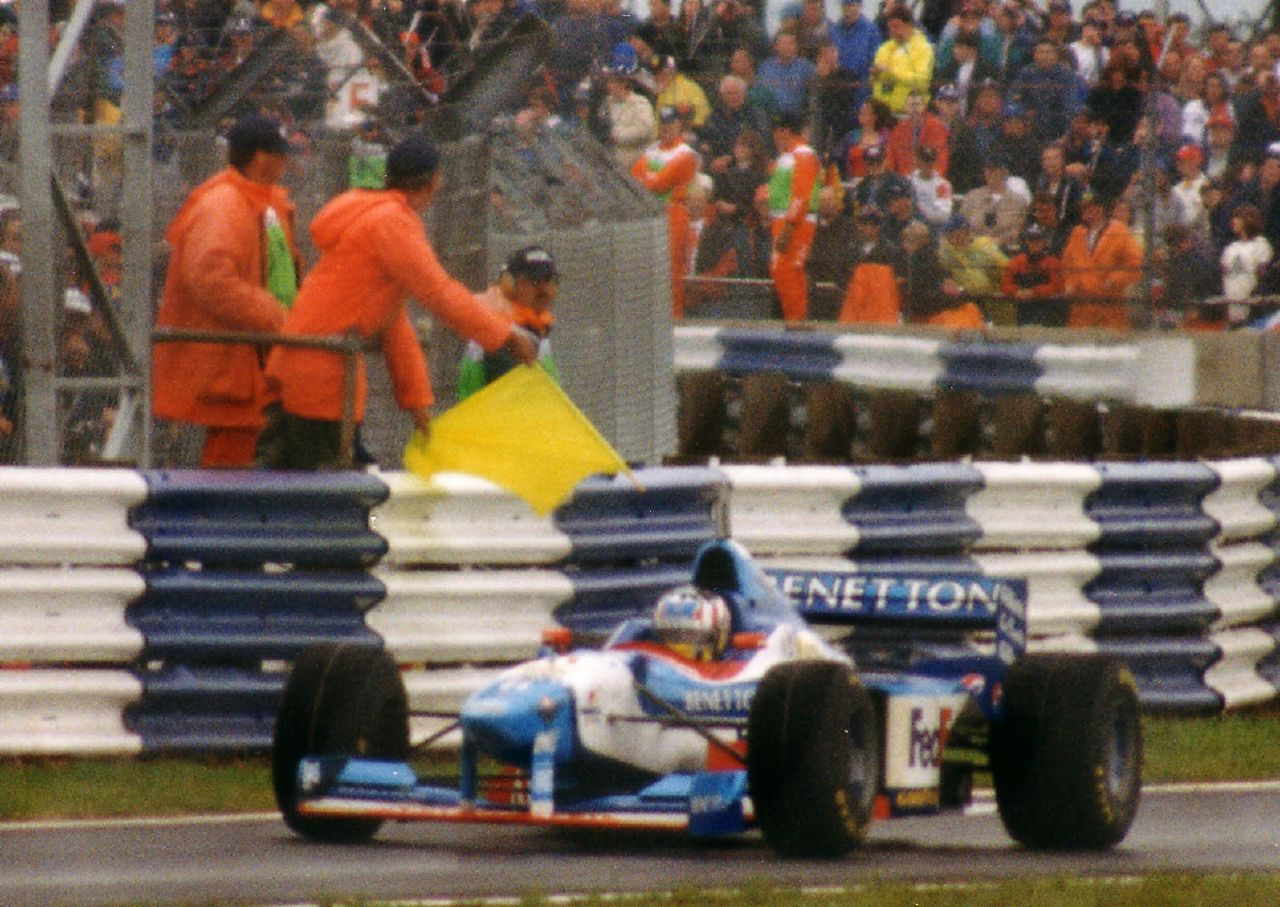
Alexander Wurz passiert eine gelbe Flagge während des Rennens

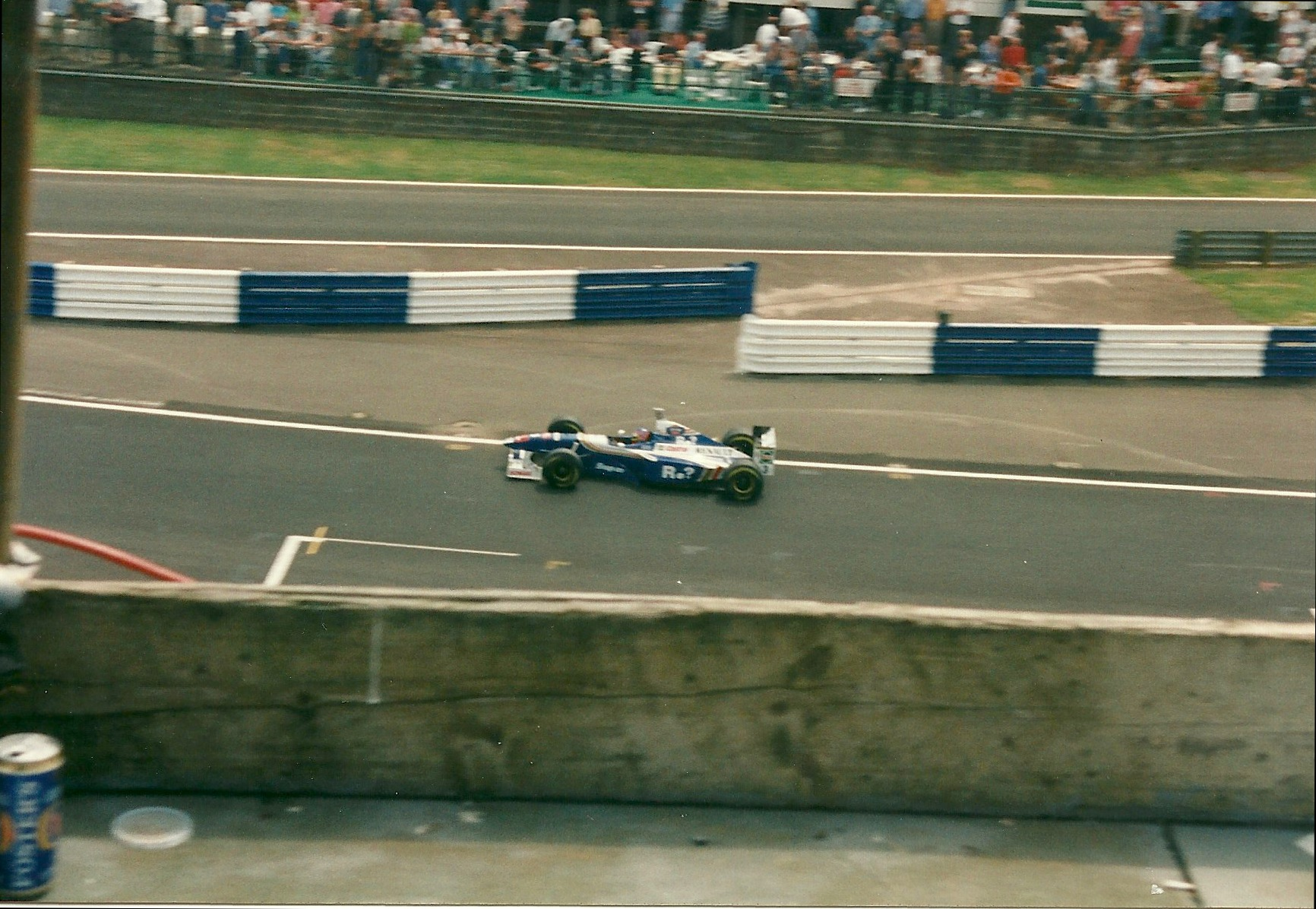
Villeneuve passiert die Start-Ziel-Gerade

Villeneuve konnte beim Start die Führung vor Michael Schumacher behaupten, während der zweite Williams, Frentzen, von hinten starten musste und dort ins Chaos geriet. Jos Verstappen krachte in sein Auto und er musste das Rennen, ohne eine Runde zurückgelegt zu haben, aufgeben. Der Niederländer konnte das Rennen fortsetzen, musste jedoch in Runde 45 seinen Wagen ebenfalls abstellen. Auch vor der ersten zu Ende gefahrenen Runde war es für Ukyō Katayama aus, da er ebenfalls in einen Unfall verwickelt wurde.
In Runde 23 konnte Michael Schumacher an Villeneuve vorbei gehen und die Führung übernehmen. Doch er blieb nur für 15 Runden vorne, da er in Runde 38 infolge eines Radlagerschadens aufgeben musste. Sein ärgster Rivale im Kampf um die Weltmeisterschaft, Villeneuve, setzte sich erneut an die Spitze. Dort verweilte er bis zu seinem desaströsen Boxenstopp, danach konnte kurz Häkkinen die Führung genießen, bis er in Runde 53 wieder vom Kanadier überholt wurde, da Häkkinen mit einem Motortschaden aufgeben musste.
Das Rennen war gezeichnet von vielen Motorschäden, so fielen neben Michael Schumacher und Häkkinen noch Rubens Barrichello, Mika Salo, Verstappen, Jan Magnussen und Shinji Nakano dadurch aus. Für Ford war es eines der bittersten Wochenenden, da alle vier Ford-Aggregate im Rennen einen Motorschaden erlitten.
Villeneuve konnte die letzte Runde zu Ende fahren und sich den Sieg vor den Benettons sichern. Für Wurz bedeutet der dritte Platz seine erste Podiumsplatzierung in seiner noch jungen Formel-1-Karriere. Da in den letzten Runden noch Nakano ausschied, konnte sich Hill den ersten Punkt in dieser Saison sichern. Zudem war es auch der erste Punkt für sein Team Arrows.
Für Williams war es der 100. Grand Prix-Sieg, 28 Jahre nachdem Clay Regazzoni, ebenfalls in Silverstone, den ersten Sieg für das Team holte.
Michael Schumacher sicherte sich mit 1:24,475 Minuten die schnellste Runde.
In der Fahrerwertung blieb Michael Schumacher vor Villeneuve, der Abstand verkleinerte sich allerdings. Neuer Dritter war nun Jean Alesi. In der Konstrukteurswertung blieben die ersten drei Positionen unverändert.

## Meldeliste
| Team                        | Nr. | Fahrer                | Chassis        | Motor                 | Reifen |
| --------------------------- | --- | --------------------- | -------------- | --------------------- | ------ |
| Danka Arrows Yamaha         | 01  | Damon Hill            | Arrows A18     | Yamaha 3.0 V10        | B      |
| Danka Arrows Yamaha         | 02  | Pedro Diniz           | Arrows A18     | Yamaha 3.0 V10        | B      |
| Rothmans Williams Renault   | 03  | Jacques Villeneuve    | Williams FW19  | Renault 3.0 V10       | G      |
| Rothmans Williams Renault   | 04  | Heinz-Harald Frentzen | Williams FW19  | Renault 3.0 V10       | G      |
| Scuderia Ferrari Marlboro   | 05  | Michael Schumacher    | Ferrari F310B  | Ferrari 3.0 V10       | G      |
| Scuderia Ferrari Marlboro   | 06  | Eddie Irvine          | Ferrari F310B  | Ferrari 3.0 V10       | G      |
| Mild Seven Benetton Renault | 07  | Jean Alesi            | Benetton B197  | Renault 3.0 V10       | G      |
| Mild Seven Benetton Renault | 08  | Alexander Wurz        | Benetton B197  | Renault 3.0 V10       | G      |
| West McLaren Mercedes       | 09  | Mika Häkkinen         | McLaren MP4/12 | Mercedes-Benz 3.0 V10 | G      |
| West McLaren Mercedes       | 10  | David Coulthard       | McLaren MP4/12 | Mercedes-Benz 3.0 V10 | G      |
| B&H Total Jordan Peugeot    | 11  | Ralf Schumacher       | Jordan 197     | Peugeot 3.0 V10       | G      |
| B&H Total Jordan Peugeot    | 12  | Giancarlo Fisichella  | Jordan 197     | Peugeot 3.0 V10       | G      |
| Prost Gauloises Peugeot     | 14  | Jarno Trulli          | Prost JS45     | Mugen-Honda 3.0 V10   | B      |
| Prost Gauloises Peugeot     | 15  | Shinji Nakano         | Prost JS45     | Mugen-Honda 3.0 V10   | B      |
| Red Bull Sauber Petronas    | 16  | Johnny Herbert        | Sauber C16     | Petronas 3.0 V10      | G      |
| Red Bull Sauber Petronas    | 17  | Norberto Fontana      | Sauber C16     | Petronas 3.0 V10      | G      |
| Tyrrell                     | 18  | Jos Verstappen        | Tyrrell 025    | Ford ED5 3.0 V8       | G      |
| Tyrrell                     | 19  | Mika Salo             | Tyrrell 025    | Ford ED5 3.0 V8       | G      |
| Minardi Team                | 20  | Ukyō Katayama         | Minardi M197   | Hart 3.0 V8           | B      |
| Minardi Team                | 21  | Tarso Marques         | Minardi M197   | Hart 3.0 V8           | B      |
| Stewart Ford                | 22  | Rubens Barrichello    | Stewart SF01   | Ford Zetec-R 3.0 V10  | B      |
| Stewart Ford                | 23  | Jan Magnussen         | Stewart SF01   | Ford Zetec-R 3.0 V10  | B      |

## Klassifikation

### Qualifying
| Pos.                                                                       | Fahrer                | Konstrukteur      | Zeit       | Start |
| -------------------------------------------------------------------------- | --------------------- | ----------------- | ---------- | ----- |
| 01                                                                         | Jacques Villeneuve    | Williams-Renault  | 1:21,598   | 01    |
| 02                                                                         | Heinz-Harald Frentzen | Williams-Renault  | 1:21,732   | 02    |
| 03                                                                         | Mika Häkkinen         | McLaren-Mercedes  | 1:21,797   | 03    |
| 04                                                                         | Michael Schumacher    | Ferrari           | 1:21,977   | 04    |
| 05                                                                         | Ralf Schumacher       | Jordan-Peugeot    | 1:22,277   | 05    |
| 06                                                                         | David Coulthard       | McLaren-Mercedes  | 1:22,279   | 06    |
| 07                                                                         | Eddie Irvine          | Ferrari           | 1:22,342   | 07    |
| 08                                                                         | Alexander Wurz        | Benetton-Renault  | 1:22,344   | 08    |
| 09                                                                         | Johnny Herbert        | Sauber-Petronas   | 1:22,368   | 09    |
| 10                                                                         | Giancarlo Fisichella  | Jordan-Peugeot    | 1:22,371   | 10    |
| 11                                                                         | Jean Alesi            | Benetton-Renault  | 1:22,392   | 11    |
| 12                                                                         | Damon Hill            | Arrows-Yamaha     | 1:23,271   | 12    |
| 13                                                                         | Jarno Trulli          | Prost-Mugen-Honda | 1:23,366   | 13    |
| 14                                                                         | Shinji Nakano         | Prost-Mugen-Honda | 1:23,887   | 14    |
| 15                                                                         | Jan Magnussen         | Stewart-Ford      | 1:24,067   | 15    |
| 16                                                                         | Pedro Diniz           | Arrows-Yamaha     | 1:24,239   | 16    |
| 17                                                                         | Mika Salo             | Tyrrell-Ford      | 1:24,478   | 17    |
| 18                                                                         | Ukyō Katayama         | Minardi-Hart      | 1:24,553   | 18    |
| 19                                                                         | Jos Verstappen        | Tyrrell-Ford      | 1:25,010   | 19    |
| 20                                                                         | Tarso Marques         | Minardi-Hart      | 1:25,154   | 20    |
| 21                                                                         | Rubens Barrichello    | Stewart-Ford      | 1:25,525   | 21    |
| 107-Prozent-Zeit: 1:27,310 min (bezogen auf die Bestzeit von 1:21,598 min) |                       |                   |            |       |
| 22                                                                         | Norberto Fontana      | Sauber-Petronas   | keine Zeit | 22    |

Anmerkungen
1. ↑  Fontana durfte am Rennen teilnehmen, da er im Training ausreichend schnell gefahren war.

### Rennen
| Pos. | Fahrer                | Konstrukteur      | Runden | Stopps | Zeit        | Start | Schnellste Runde |
| ---- | --------------------- | ----------------- | ------ | ------ | ----------- | ----- | ---------------- |
| 01   | Jacques Villeneuve    | Williams-Renault  | 59     | 2      | 1:28:01,665 | 01    | 1:25,082 (42.)   |
| 02   | Jean Alesi            | Benetton-Renault  | 59     | 1      | + 10,205    | 11    | 1:26,260 (50.)   |
| 03   | Alexander Wurz        | Benetton-Renault  | 59     | 1      | + 11,296    | 08    | 1:26,429 (51.)   |
| 04   | David Coulthard       | McLaren-Mercedes  | 59     | 1      | + 31,229    | 06    | 1:26,475 (57.)   |
| 05   | Ralf Schumacher       | Jordan-Peugeot    | 59     | 2      | + 31,880    | 05    | 1:25,872 (35.)   |
| 06   | Damon Hill            | Arrows-Yamaha     | 59     | 2      | + 1:13,552  | 12    | 1:26,471 (57.)   |
| 07   | Giancarlo Fisichella  | Jordan-Peugeot    | 58     | 2      | + 1 Runde   | 10    | 1:26,119 (57.)   |
| 08   | Jarno Trulli          | Prost-Mugen-Honda | 58     | 2      | + 1 Runde   | 13    | 1:26,610 (57.)   |
| 09   | Norberto Fontana      | Sauber-Petronas   | 58     | 2      | + 1 Runde   | 22    | 1:27,783 (17.)   |
| 10   | Tarso Marques         | Minardi-Hart      | 58     | 1      | + 1 Runde   | 20    | 1:29,100 (32.)   |
| 11   | Shinji Nakano         | Prost-Mugen-Honda | 57     | 2      | DNF         | 14    | 1:26,778 (24.)   |
| –    | Mika Häkkinen         | McLaren-Mercedes  | 52     | 1      | DNF         | 03    | 1:25,988 (38.)   |
| –    | Jan Magnussen         | Stewart-Ford      | 50     | 2      | DNF         | 15    | 1:27,586 (32.)   |
| –    | Jos Verstappen        | Tyrrell-Ford      | 45     | 2      | DNF         | 19    | 1:29,137 (25.)   |
| –    | Eddie Irvine          | Ferrari           | 44     | 2      | DNF         | 07    | 1:25,238 (35.)   |
| –    | Mika Salo             | Tyrrell-Ford      | 44     | 2      | DNF         | 17    | 1:28,053 (43.)   |
| –    | Johnny Herbert        | Sauber-Petronas   | 42     | 4      | DNF         | 09    | 1:26,232 (34.)   |
| –    | Michael Schumacher    | Ferrari           | 38     | 2      | DNF         | 04    | 1:24,475 (34.)   |
| –    | Rubens Barrichello    | Stewart-Ford      | 37     | 1      | DNF         | 21    | 1:27,877 (35.)   |
| –    | Pedro Diniz           | Arrows-Yamaha     | 29     | 1      | DNF         | 16    | 1:27,111 (25.)   |
| –    | Heinz-Harald Frentzen | Williams-Renault  | 0      | 0      | DNF         | 02    | –                |
| –    | Ukyō Katayama         | Minardi-Hart      | 0      | 0      | DNF         | 18    | –                |

## WM-Stände nach dem Rennen
Die ersten sechs des Rennens bekamen 10, 6, 4, 3, 2 bzw. 1 Punkt(e).

### Fahrerwertung
| Pos. | Fahrer                | Konstrukteur      | Punkte |
| ---- | --------------------- | ----------------- | ------ |
| 01   | Michael Schumacher    | Ferrari           | 47     |
| 02   | Jacques Villeneuve    | Williams-Renault  | 43     |
| 03   | Jean Alesi            | Benetton-Renault  | 21     |
| 04   | Heinz-Harald Frentzen | Williams-Renault  | 19     |
| 05   | Eddie Irvine          | Ferrari           | 18     |
| 06   | Olivier Panis         | Prost-Mugen-Honda | 15     |
| 07   | David Coulthard       | McLaren-Mercedes  | 14     |
| 08   | Gerhard Berger        | Benetton-Renault  | 10     |
| 09   | Mika Häkkinen         | McLaren-Mercedes  | 10     |
| 10   | Giancarlo Fisichella  | Jordan-Peugeot    | 8      |
| 11   | Johnny Herbert        | Sauber-Petronas   | 7      |
| 12   | Ralf Schumacher       | Jordan-Peugeot    | 7      |
| 13   | Rubens Barrichello    | Stewart-Ford      | 6      |

| Pos. | Fahrer            | Konstrukteur                     | Punkte |
| ---- | ----------------- | -------------------------------- | ------ |
| 14   | Alexander Wurz    | Benetton-Renault                 | 4      |
| 15   | Mika Salo         | Tyrrell-Ford                     | 2      |
| 16   | Nicola Larini     | Sauber-Petronas                  | 1      |
| 17   | Shinji Nakano     | Prost-Mugen-Honda                | 1      |
| 18   | Damon Hill        | Arrows-Yamaha                    | 1      |
| 19   | Jan Magnussen     | Stewart-Ford                     | 0      |
| 20   | Jos Verstappen    | Tyrrell-Ford                     | 0      |
| 21   | Pedro Diniz       | Arrows-Yamaha                    | 0      |
| 22   | Jarno Trulli      | Prost-Mugen-Honda / Minardi-Hart | 0      |
| 23   | Norberto Fontana  | Sauber-Petronas                  | 0      |
| 24   | Ukyō Katayama     | Minardi-Hart                     | 0      |
| 25   | Gianni Morbidelli | Sauber-Petronas                  | 0      |
| 26   | Tarso Marques     | Minardi-Hart                     | 0      |

### Konstrukteurswertung
| Pos. | Konstrukteur      | Punkte |
| ---- | ----------------- | ------ |
| 01   | Ferrari           | 65     |
| 02   | Williams-Renault  | 62     |
| 03   | Benetton-Renault  | 34     |
| 04   | McLaren-Mercedes  | 24     |
| 05   | Prost-Mugen-Honda | 16     |
| 06   | Jordan-Peugeot    | 15     |

| Pos. | Konstrukteur    | Punkte |
| ---- | --------------- | ------ |
| 07   | Sauber-Petronas | 8      |
| 08   | Stewart-Ford    | 6      |
| 09   | Tyrrell-Ford    | 2      |
| 10   | Arrows-Yamaha   | 1      |
| 11   | Minardi-Hart    | 0      |
| –    | Lola-Ford       | 0      |